# Андре, Бенжамен
Бенжаме́н Мише́ль Эдуа́р Андре́ (фр. Benjamin Michel Édouard André; 3 августа 1990, Ницца, Франция) — французский футболист, опорный полузащитник и капитан французского клуба «Лилль».

## Клубная карьера
Бенжамен Андре родился 3 августа 1990 года в французском городе Ницца.

### «Аяччо»
Андре дебютировал во взрослом футболе в 2008 году за «Аяччо», где быстро стал игроком основного состава, а по итогам сезона 2010/11 помог клубу выйти в Лигу 1, где провёл ещё 3 сезона до вылета команды в Лигу 2, в сезоне 2013/14.

### «Ренн»
24 июня 2014 года Бенжамен перешёл в «Ренн». Он провёл в команде 5 лет и в качестве капитана выиграл первый более чем за 40 лет трофей для клуба— Кубок Франции 2018/19.

### «Лилль»
17 июля 2019 года «Лилль» подписал игрока за сумму около 8 миллионов евро.
11 августа 2019 года Андре дебютировал за «Лилль» в Лиге 1 против «Нанта», матч закончился победой «догов» со счётом 2:1. Уже с первых матчей Бенжамен стал важным игроком для команды и стал стабильно играть в основном составе на позиции опорного полузащитника.
В сезоне 2020/21 Андре помог своему клубу выиграть Лигу 1, а также Суперкубок Франции.

## Международная карьера
Андре выступал за молодёжную сборную Франции с 2010 по 2012 год.

## Достижения
«Ренн»
- Обладатель Кубка Франции: 2018/19

«Лилль»
- Чемпион Франции: 2020/21
- Обладатель Суперкубка Франции: 2021